# Walter Dötsch
Walter Dötsch (* 19. August 1909 in Sprottau, Landkreis Sprottau, Provinz Schlesien; † 28. November 1987 in Bitterfeld) war ein deutscher Maler in der DDR. Er gehörte zu den Vertretern des „Bitterfelder Weges“ sowie zu den Wegbereitern des sozialistischen Realismus.

## Leben
Dötsch war der Sohn eines selbständigen Malermeisters. Er studierte von 1929 bis 1931 bei Fritz Burmann an der Kunstakademie Königsberg und der Breslauer Kunstakademie und bis 1932 in Breslau bei Oskar Schlemmer, bis er das Studium aus finanziellen Gründen aufgeben musste. Er arbeitet dann als Dekorationsmaler im Betrieb seines Vaters und machte die Meisterprüfung. In der Zeit des Nationalsozialismus war Dötsch Mitglied der Reichskammer der bildenden Künste. Es ist aber lediglich die Teilnahme an einer Ausstellung 1942 belegt.
Bis 1945 nahm Dötsch als Soldat der Wehrmacht am Zweiten Weltkrieg teil. Die Familie wurde nach dem Ende des Kriegs aus Sprottau vertrieben und kam in die Sowjetische Besatzungszone.
Dort lebte Dötsch als freischaffender Künstler in Bitterfeld, ab 1950 als Mitglied des Verbands Bildender Künstler der DDR. Neben seiner künstlerischen Tätigkeit leitete er in Bitterfeld zwei Malzirkel, u. a. den Malzirkel des VEB Filmfabrik Wolfen, der 1949 gegründet wurde und bis heute existiert (Malverein „Neue Schenke“ Wolfen e.V.). Damit handelte Dötsch ganz im Auftrag des Bitterfelder Weges, der die Arbeiter der DDR zu künstlerischem Schaffen aufrief. Er leitete beide Malzirkel bis zu seinem Tod 1987.
1952 schloss Walter Dötsch mit dem Elektrochemischen Kombinat Bitterfeld einen Vertrag, der ihn verpflichtete, in den Werkshallen künstlerische Studien zu betreiben. Am 7. Oktober 1959 nahm ihn die Brigade „Nikolai Mamai“ des Bitterfelder Kombinats als Ehrenmitglied auf.
Walter Dötsch bediente sich als Künstler verschiedener Maltechniken, wie Tusche, Aquarell, Öl oder Acryl. Seine Werke sind heute u. a. im Besitz des Deutschen Historischen Museums (DHM) in Berlin und der Sächsischen Landes- und Universitätsbibliothek Dresden (SLUB). Das Gemälde der Brigade Mamai war Dötschs bekanntestes Werk. Es wurde von Kritikern als „legendär“ und „Inkunabel der bildenden Kunst der DDR“ bewertet.

## Ehrungen (Auswahl)
- 1958 Preis für Künstlerisches Volksschaffen
- 1959 Verdienstmedaille der DDR
- 1970 Nationalpreis III. Klasse
- 1976 Johannes-R.-Becher-Medaille in Silber
- 1984 Hans-Grundig-Medaille
- 1985 Vaterländischer Verdienstorden in Silber

## Werke (Auswahl)
- Garten mit blühenden Beeten und Gartenhaus (1923, Federzeichnung mit schwarzer Tusche, 42,0 × 49,5 cm; Museum Schloss Bernburg)[1]
- An der Mulde (1953, Aquarell)[2]
- Brigade Nicolai Mamai, Schmelzer Nationalpreisträger Hübner hilft seinen Kollegen (1961, Öl auf Hartfaser, 122 × 200 cm; Kunstarchiv Beeskow)[3]
- Landschaft auf Rügen (1965, Mischtechnik, Aquarellfarben und Wachszeichnung, 36 × 48 cm; Museum Schloss Bernburg)[4]

## Ausstellungen (mutmaßlich unvollständig)

### Einzelausstellung
- 1966: Bernburg, Museum des Kreises Bernburg

### Ausstellungsbeteiligungen
- 1942: Breslau, Museum der bildenden Künste („9. Niederschlesische Kunstausstellung“)
- 1948: Halle/Saale, Museum in der Moritzburg, „Große Kunstausstellung 1948 Sachsen-Anhalt“[5]

- 1949, 1962/1963 und 1967/1968: Dresden, 2., Fünfte und VI. Deutsche Kunstausstellung
- 1947, 1954, 1974, 1979 und 1984: Halle, Bezirksausstellungen bzw. -kunstausstellungen
- 1968: Halle/Saale, „Sieger der Geschichte“
- 1971: Berlin, Altes Museum, „Das Antlitz der Arbeiterklasse in der bildenden Kunst der DDR“

- postum 1995: Berlin, Deutsches Historisches Museum („Auftrag: Kunst. 1949–1990. Bildende Künstler in der DDR zwischen Ästhetik und Politik“)